# Saint-Héand
Saint-Héand je naselje in občina v jugovzhodnem francoskem departmaju Loire regije Rona-Alpe. Leta 2011 je naselje imelo 3.758 prebivalcev.

## Geografija
Kraj leži v pokrajini Forez 13 km severno od Saint-Étienna.

## Uprava
Saint-Héand je sedež istoimenskega kantona, v katerega so poleg njegove vključene še občine L'Étrat, Fontanès, La Fouillouse, Marcenod, Saint-Christo-en-Jarez, Sorbiers, La Talaudière in La Tour-en-Jarez z 29.202 prebivalcema (v letu 2010).
Kanton Saint-Héand je sestavni del okrožja Saint-Étienne.

## Zanimivosti
- cerkev sv. Medarda,
- château du Malleval.

## Pobratena mesta
- Ingelfingen (Baden-Württemberg, Nemčija);